# خالدة القيسي
خالدة عبد الوهاب القيسي وهي طبيبة وباحثة وعالمة عراقية، ولدت في 11 ربيع الثاني 1343هـ/ 9 تشرين الثاني 1924م، في محلة الصدرية قرب باب الشيخ في بغداد، ثم انتقلت عائلتها إلى منطقة الأعظمية، ودرست الابتدائية في مدرسة الأعظمية، ثم تخرجت من الثانوية المركزية للبنات في العاقولية عام 1941م، ومنذ طفولتها رباها والدها على حب مهنة الطب لتصبح طبيبة مثل أخيها الكبير، ودخلت الكلية الطبية الملكية في عام 1942 وتخرجت منها عام 1947، وكانت متفوقة في دراستها وحصلت على الترتيب الثاني في تخرجها وحصلت على عدة جوائز من كليتها، ومارست مهنتها كطبيبة في العراق عدة سنوات حتى سنحت لها الفرصة لأخذ إجازة دراسية وإكمال دراستها خارج العراق في المملكة المتحدة، وفي اختصاص النسائية، فأتقنت مهنتها وكانت ثاني طبيبة في العراق تحصل على هذه الشهادة، وعندما عادت إلى العراق في بداية عقد الستينيات حاولت الحصول على التعيين بوظيفة في جامعة بغداد لأجل تدريس الطب الذي مارسته في مستشفيات لندن ولمدة طويلة، ولكن منعت من ذلك بسبب سياسات خاطئة لإدارة الكلية وبعض العراقيل التي كانت مستفحلة ذلك الوقت في الكلية الطبية، وأخيرا عينت كأخصائية في فرع النسائية والتوليد في مستشفى اليرموك، ولم تكن سوى مستشفى صغيرة وغير متكاملة من عدة نواحي، فجاهدت وناضلت لأجل رفع مستواها حتى أصبح قسم النسائية من أفضل أقسام النسائية في بغداد، ومن أهم إنجازاتها تأسيس أقسام خاصة للنسائية والتوليد في مستشفيات العراق لتدريب الطبيبات العراقيات، وأصبحت هي المسؤولة عن فرع النسائية والتوليد في مستشفى اليرموك، وطالبت الكلية التي تخرجت منها في لندن بالأعتراف رسميا بهذا القسم حتى يسمح للأطباء المتميزين في القسم الدخول إلى امتحان النسائية والتوليد في هذه الكلية التي تمنح شهادة الدبلوم العالي في قسم النسائية في لندن.

## أهم البحوث والدراسات العلمية
- كان أول البحوث عن مرض فقر الدم عند النساء الحوامل والذي أجرته في مستشفى اليرموك، بالاشتراك مع الدكتور نزار الرحيم، الذي كان اختصاصه طب الباطنية، وكان موضوع البحث: (الفقر الدموي عند الحوامل وما بعد الولادة - علاجه بالجرعة الكاملة من الحديد باعطائه مرة واحدة بواسطة المغذي الوريدي). ولقد القت البحث بالتناوب مع الدكتور نزار الرحيم في المؤتمر الطبي للجمعية الطبية العراقية في عام 1968.
- البحث الثاني: بعض أسباب العقم في العراق.

وألقي البحث في ندوة طبية أقامتها منظمة الصحة الدولية عام 1970.
- البحث الثالث: الأورام السرطانية في المبيض في مستشفى اليرموك خلال خمس سنوات. ألقت البحث في مؤتمر السرطان الذي أقامته جمعية السرطان العراقية تحت إشراف وزارة الصحة عام 1977 تحت موضوع: الأمراض السرطانية في الجهاز التناسلي عند الأنثى.
- البحث الرابع: وهو بحث طبي ألقته في المؤتمر السابع عشر لاتحاد الأطباء العرب بالمغرب في مدينة الرباط، المنعقد للفترة 20، 21 تشرين الثاني/نوفمبر 1978.
- البحث الخامس: وهو بحث القتة في مؤتمر الأورام الثاني في مدينة الموصل، في الجمعية السرطانية في الموصل، للفترة 28، 30 تشرين الأول/ أكتوبر 1986. وكان البحث عن واقعة طبية، وعنوانه: حمل ناجح أثر جراحة تحفظية على ورم خللي انتشر في المبيض مع استعراض تاريخ المرض العلمي في المصادر الطبية.
- البحث السادس: القتة في الحلقة الدراسية التي اقامتها جمعية تنظيم الأسرة العراقية عام 1975. وكان موضوعه: الإسقاط في الأشهر الأولى للحمل.
- البحث السابع: القتة في الحلقة الدراسية التي اقامتها جمعية تنظيم الأسرة العراقية عام 1976. وكان موضوعه: الخبرة العملية عن عملية عقد الأنابيب والتي تسمى بالعملية الصغرى لفتح البطن.

## الشهادات التي حصلت عليها
حصلت على العديد من الشهادات العلمية ومنها :
- شهادة ممارسة الطب في المملكة المتحدة عام 1955.
- دبلوم اختصاص في النسائية والتوليد من جامعة دبلن عام 1957.
- دبلوم اختصاص في النسائية والتوليد من الكلية الملكية للمولدين والجراحين النسائية في لندن عام 1960.
- دبلوم اختصاص عالي عام 1962.
- زمالة الكلية الملكية للمولدين والجراحين النسائية في لندن عام 1979.[4]

## أهم الأعمال والمنجزات
كان من أبرز وأهم إنجازات الدكتورة خالدة القيسي هو تأسيس قسم النسائية والتوليد في مستشفى اليرموك على أسس علمية صحيحة واجتذاب جماهير النساء من كل جانب للقسم واشتغلت فيه لمدة 20 عاما، واستطاعت بجهودها المتواصلة الحصول على اعتراف علمي بالقسم من الكلية الملكية في لندن، وقبلت الكلية العديد من الاطباء المتدربين في القسم واجتيازهم اختبار الكلية بنجاح وحصولهم على شهادة بذلك، ولقد انتمت إلى جمعيات طبية عديدة ومنها جمعية السرطان العراقية، وكانت أحد المؤسسين لجمعية تنظيم الأسرة، وجمعية الولادة والأمراض النسائية، وكذلك انتمت إلى جمعية الهلال الأحمر العراقية. وساهمت في تاليف كتاب عن وسائل تنظيم الاسرة التابع للاتحاد الأقليمي لرعاية الخصوبة الذي صدر عام 1985.

## احالتها على التقاعد وتكريمها
احيلت على التقاعد لأسباب مرضية في عام 1984. وكرمت من قبل نقابة الأطباء في شهر آذار 1986 باعطائها هدية رمزية مع شعار النقابة نظرا لاخلاصها وجهودها في ممارسة المهنة والقاء المحاضرات والمشاركة في النقابة وهي عضوة في نقابة الأطباء منذ عام 1950.

## وفاتها
توفيت الدكتورة خالدة القيسي في بغداد نهاية عقد التسعينيات من القرن العشرين.